# The Observer
The Observer ("El Observador") es un periódico británico que sale todos los domingos. Desde el punto de vista ideológico tiene una tendencia política socialdemócrata. Es el periódico dominical más antiguo del mundo.
Desde 1993 hacia 2025, era el periódico hermano de The Guardian, que publica desde lunes a sábado. En 2025, fue vendido a Tortoise Media, una cadena izquierdista multimediática.

## Historia

### Orígenes
La primera edición, publicada el 4 de diciembre de 1791 por W.S. Bourne, fue el primer diario dominical del mundo. Creyendo que el periódico podría ser un medio de riqueza, Bourne pronto se encontró en cambio enfrentando deudas de cerca de £1 600. Aunque las primeras ediciones pretendían una independencia editorial, Bourne trató de reducir sus deudas y vender el título al gobierno. Cuando esto falló, el hermano de Bourne (un empresario adinerado) hizo una oferta al gobierno, que también rechazó comprar el periódico pero aceptó subsidiarlo a cambio de influencia en su contenido editorial. Como resultado, el periódico pronto tomó una fuerte postura contra radicales como Thomas Paine, Francis Burdett y Joseph Priestley.

### SigloXIX
En 1807, los hermanos decidieron renunciar al control editorial, nombrando a Lewis Doxat como nuevo director. Siete años más tarde, vendieron The Observer a William Innell Clement, que poseía ya un vasto número de publicaciones. El periódico continuó recibiendo subsidios gubernamentales durante este período; en 1819, de aproximadamente 23 000 copias distribuidas semanalmente, 10 000 eran entregadas como ejemplares de muestra, distribuidos por carteros a quienes se les pagaba para llevarlas a "abogados, doctores, y caballeros del pueblo". Aun así, el periódico empezó a demostrar una postura editorial más independiente, criticando el manejo de las autoridades en los eventos relacionados con la masacre de Peterloo y desafió una orden judicial de 1820 contra publicar detalles del juicio a los conspiradores de la calle Cato, quienes fueron acusados de haber conspirado para asesinar a los miembros del Gabinete. Las imágenes xilográficas publicadas del establo y granero donde los conspiradores fueron arrestados refleja una nueva etapa del periodismo ilustrado, del cual este semanario fue pionero en su época.
Clement mantuvo posesión de The Observer hasta su muerte en 1852. Durante ese tiempo, apoyó la reforma parlamentaria de 1832, pero se opuso a un sufragio más amplio y al liderazgo cartista. Luego de que Doxat se retirara en 1857, los heredros de Clement vendieron el periódico a Joseph Snowe, quien además tomó el puesto de director. Bajo la administración de Snowe, el periódico adpotó una postura política liberal, apoyando al Norte durante la Guerra de Secesión y respaldando el sufragio universal masculino en 1866. Estas posiciones contribuyeron a un declive en la circulación durante este período.
En 1870, el empresario Julius Beer compró el semanario y nombró a Edward Dicey como director, cuyos esfuerzos lograron revivir la circulación. Aunque el hijo de Beer, Frederick, se convirtió en propietario al morir Julius en 1880, tenía poco interés en él y se contentó con dejar a Dicey como director hasta 1889. Henry Duff Traill tomó la dirección editorial luego de la partida de Dicey, solo para ser reemplazado en 1891 por la esposa de Frederick, Rachel Beer, de la familia Sassoon. Aunque la circulación declinó durante su tenencia, permaneció como directora por 13 años, combinándolo en 1893 con la dirección editorial de The Sunday Times, un periódico que había comprado.

### SigloXX
Tras la muerte de Frederick en 1905, The Observer fue comprado por el magnate Lord Northcliffe. Luego de mantener el liderazgo editorial por un par de años, Northcliffe nombró en 1908 a James Louis Garvin como director. Garvin rápidamente convirtió al periódico en un órgano de influencia política, aumentando la circulación de 5 000 a 40 000 en un año de su llegada como resultado. Sin embargo, el resurgimiento de las fortunas del periódico enmascaraba desacuerdos políticos entre Garvin y Northcliffe. Estos desacuerdos finalmente llevaron a Northcliffe a vender el semanario a William Waldorf Astor en 1911, que traspasó la posesión a su hijo Waldorf cuatro años después.
Durante este período, los Astor dejaron el control del periódico en manos de Garvin. Bajo su dirección la circulación llegó a 200.000 durante los años de entreguerras, cifra que Garvin luchó por mantener incluso durante la Gran Depresión. Políticamente, The Observer sostuvo una postura Tory independiente, que llevó a Garvin a un conflicto con el hijo más liberal de Waldorf, David. El conflicto contribuyó a la partida de Garvin como director en 1942, luego de que el periódico tomó el paso inusual de declarase no partidista.
La posesión pasó a los hijos de Waldorf en 1948, tomando David el puesto de director. Permaneció en el cargo por 27 años, durante los cuales lo transformó en un periódico propiedad de un trust que empleó, entre otros, a George Orwell, Paul Jennings y C. A. Lejeune. Durante la dirección de Astor, The Observer se convirtió en el primer periódico nacional en oponerse a la invasión de Suez de 1956, lo cual le costó bastantes lectores. En 1977, los Astor vendieron el agonizante periódico al gigante petrolero estadounidense Atlantic Richfield (actual ARCO) quien lo vendió a Lonrho en 1981. Desde junio de 1993 ha sido parte de Guardian Media Group.
En 1990, Farzad Bazoft, un periodista de The Observer, fue ejecutado en Irak bajo los cargos de espionaje. En 2003, entrevistó al coronel iraquí que arrestó e interrogó a Bazoft y que estaba convencido de que este no era un espía.

### SigloXXI
El 27 de febrero de 2005, se creó el blog de The Observer, convirtiendo a The Observer en el primero periódico que documenta deliberadamente sus decisiones internas, así como el primer periódico en publicar podcasts. Entre los columnistas regulares del periódico se incluyen Andrew Rawnsley y Nick Cohen.
Además del semanal Observer Magazine, que sigue presente cada domingo, por muchos años cada edición vino con una revista mensual diferente: Observer Sport Monthly, Observer Music Monthly, Observer Woman y Observer Food Monthly.
Los contenidos de The Observer son incluidos en The Guardian Weekly para un público internacional.
The Observer siguió a su compañero diario The Guardian y se convirtió al formato berlinés el domingo 8 de enero de 2006.
The Observer fue declarado Periódico nacional del año en los British Press Awards de 2007.
El editor en temas gubernamentales Jo Revill fue nombrado, mientras era editor en temas médicos, "periodista médico del año" en 2000 y 2006 por dos organizaciones distintas.
El 24 de octubre de 2007 se anunció que el director Roger Alton se retiraba al final del año para ser reemplazado por su suplente, John Mulholland.
A principios de 2010, el periódico fue rejuvenecido. Un artículo en la página web previo a la nueva versión indicaba que "la sección de noticias, que incorporará negocios y finanzas personales, será el hogar de una nueva sección, Seven Days, que ofrece una redada completa de las principales noticias de la semana anterior en Gran Bretaña y el mundo, y que también se centrará en más análisis y comentarios".

## The Newsroom
The Observer y su periódico hermano The Guardian operan una oficina de turismo en Londres llamada The Newsroom. Contiene sus archivos, incluyendo copias encuadernadas de ediciones antiguas, un archivo de imágenes y otros artículos tales como diarios, cartas y cuadernos. Este material puede ser consultado por el público. The Newsroom, además, monta exposiciones temporales y ejecuta un programa educativo para las escuelas.
En noviembre de 2007, The Observer y The Guardian subieron sus archivos a Internet. El alcance actual de los archivos disponibles es desde 1791 hasta 2000 para The Observer y de 1821 hasta 2000 para The Guardian.

## Suplementos y artículos
Luego de que el periódico fuera rejuvenecido a principios del 2010, empezó a lanzar un pequeño número de suplementos: Sport, The Observer Magazine, The New Review y The New York Times International Weekly, un suplemento de 8 páginas con artículos seleccionados del The New York Times, que se distribuían con el periódico desde 2007. Cada cuatro semanas el periódico incluye la revista The Observer Food Monthly.
Anteriormente, el periódico principal venía con una amplia gama de sumplementos, incluyendo Sport, Business & Media, Review, Escape (a travel supplement), The Observer Magazine y varios suplementos de interés mensuales, como Observer Food Monthly, Observer Women monthly, Observer Sport Monthly y The Observer Film Magazine.

## Directores
- W. S. Bourne & W. H. Bourne (1791–1807)
- Lewis Doxat (1807–1857)
- Joseph Snowe (1857–1870)
- Edward Dicey (1870–1889)
- Henry Duff Traill (1889–1891)
- Rachel Beer (1891–1904)
- Austin Harrison (1904–1908)
- James Louis Garvin (1908–1942)
- Ivor Brown (1942–1948)
- David Astor (1948–1975)
- Donald Trelford (1975–1993)
- Jonathan Fenby (1993–1995)
- Andrew Jaspan (1995–1996)
- Will Hutton (1996–1998)
- Roger Alton (1998–2007)
- John Mulholland (2008–)

## Premios
The Observer fue nombrado Periódico nacional del año en 2007 por los British Press Awards. Sus suplementos han ganado dos veces como "Suplemento regular del año" (Sport Monthly, 2001; Food Monthly, 2006).
Los periodistas del Observer han ganado una serie de premios del British Press Awards, incluyendo:
- Entrevistador del año: Lynn Barber, 2002; Sean O'Hagan, 2003; Rachel Cooke, 2006; Chrissy Iley (freelance for Observer and Sunday Times magazine), 2008
- Crítico del año: Jay Rayner, 2006; Philip French]], 2009